# RAW Money in the Bank
El RAW Money in the Bank es un maletín lucha libre profesional defendido en la WWE. Actualmente, es el maletín defendido la marca WWE RAW. Este maletín fue creado debido a la desaparición de la pelea de Money in the Bank de Wrestlemania e incorporado a PPV WWE Money in the Bank

## Historia
En febrero del 2010, WWE.com anunció que su evento PPV del mes de julio se llamaría WWE Money in the Bank y que incluiría dos luchas Money in the Bank (una para luchadores de RAW y otra para luchadores de Smackdown!), a diferencia de la lucha de WrestleMania los ganadores de las luchas sólo podrían retar al campeón de su marca. Los 8 luchadores de RAW se confirmaron en la edición del 28 de junio por el invitado especial de esa noche Rob Zombie, los participantes fueron Randy Orton, The Miz, R-Truth, Chris Jericho, Evan Bourne, Ted DiBiase, John Morrison y Edge, Truth tubo que salirse de la lucha luego de sufrir una lesión en un combate contra The Miz, en la edición de RAW del 12 de julio se anunció que el remplazo de Truth seria Mark Henry. La WWE confirmó a través de su sitio oficial que seis de los participantes de Smackdown! eran Matt Hardy, Kane, Cody Rhodes, Christian, Kofi Kingston y The Big Show, en la edición de Smackdown! del 9 de julio 
Drew McIntyre y Dolph Ziggler clasificaron al combate. En el evento, Kane ganó el Smackdown! Money in the Bank luego de aplicarle un Chokeslam desde la escalera a McIntyre, canjeándolo esa misma noche ante Rey Mysterio ganando el Campeonato Mundial Peso Pesado, convirtiéndose en el hombre que canjeó el maletín más rápido. En el RAW Money in the Bank, The Miz se alzó como sorpresivo ganador luego de derrumbar la escalera en la que se encontraba Randy Orton hacia las cuerdas, pero este canjeo su Money in the Bank en Raw el 22 de noviembre, venciendo en una lucha a Randy Orton aplicándole un Skull Crushing Finale ganando el Campeonato de la WWE, después de que este defendiera ese título ante Wade Barrett siendo atacado por The Nexus previo al combate.

## Campeón poseedor
El campeón actual es Alberto del Rio, quien está en su primer reinado como campeón. Del Rio obtuvo el maletín tras derrotar a The Miz, Kofi Kingston, Evan Bourne, Jack Swagger, Rey Mysterio, Alex Riley y R-Truth el 17 de julio de 2011 en WWE Money in the Bank
- Datos: Q6095664